# Nunningen
Nunningen is een gemeente en plaats in het Zwitserse kanton Solothurn en maakt deel uit van het district Thierstein.

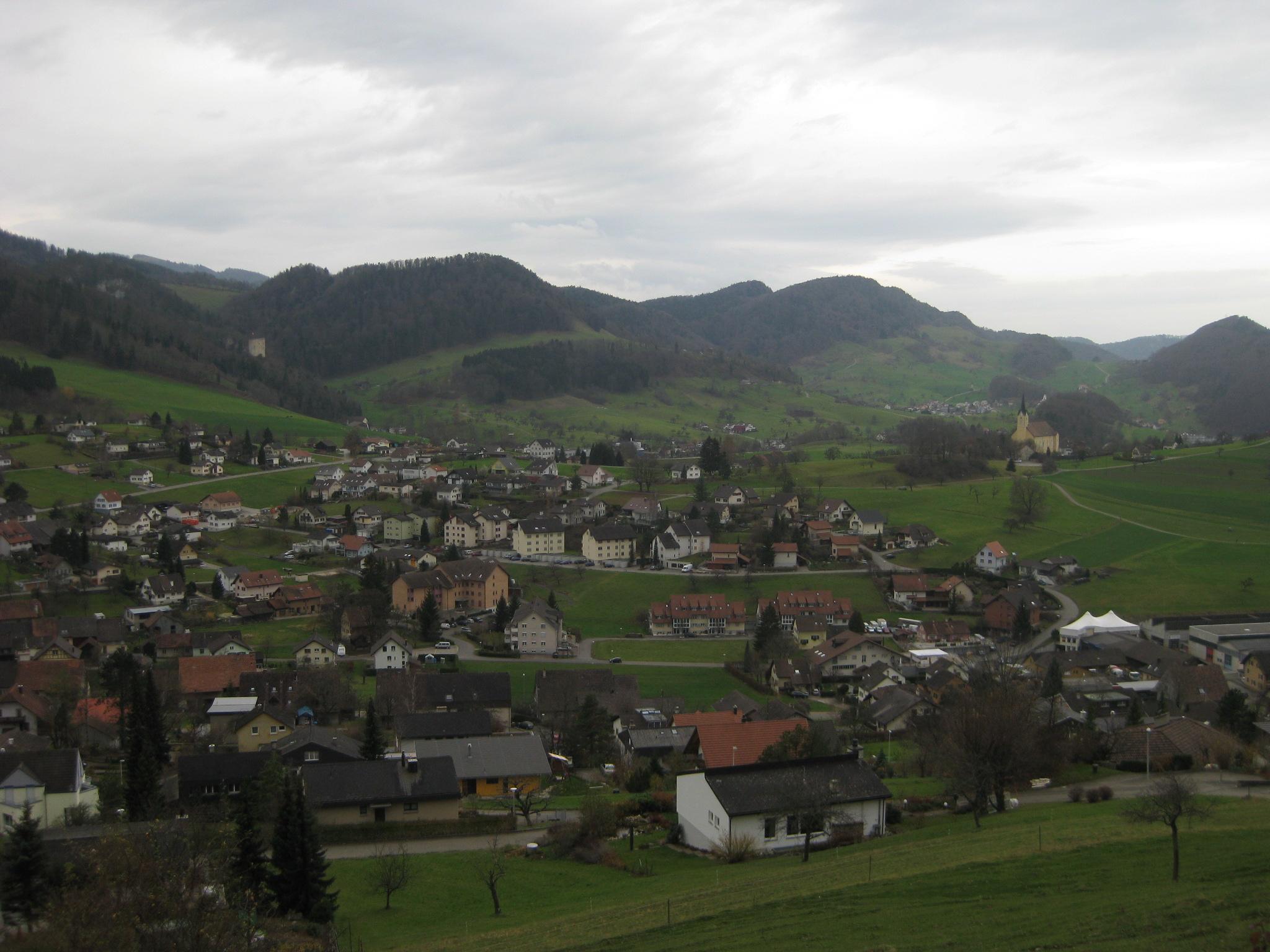
Nunningen

Nunningen telt 1919 inwoners.